# Безименния връх
Безименния връх (2792 m н.в.) е връх в Мусаленския дял на Източна Рила. Той е четвърти по височина връх в Рила след Мусала (2925 m), Малка Мусала (2902 m) и Иречек (2852 m).
Това е първият връх на мощния хребет, който тръгва от вр. Мусала в посока северозапад и който огражда от запад Мусаленския циркус. В горната си част този хребет е скалист, с нестабилни каменни отломки; в долната си част е тревист и е известен като Маркуджика. По билото на хребета няма маркирана туристическа пътека и преминаването на скалистата му част не е подходящо за неопитни туристи.
Безименният връх е отделен от своите съседи Мусала и Алеко с каменисти седла. Самият той е купенообразен, покрит с едри камъни и раздробен нестабилен скален материал. Спуска стръмни склонове на изток към второто стъпало на Мусаленския циркус; в подножието му е второто от Мусаленските езера – Безименното езеро. Гранитната северна стена на върха е катерачен обект./Който е писал това, е допуснал грешка, катерачен обект е друг Безименен връх, в района на Мальовица/. Западният му склон е много стръмен и достига чак до дълбоката долина на река Бели Искър. Изкачването и подсичането на Безименния връх трябва да стават с повишено внимание поради нестабилността на терена и пропастите.
За кратко време Безименният връх е бил наричан връх Дружба, в чест на осъществен съвместен траверс на скалния венец от български и чужди алпинисти, но това име още тогава не е просъществувало.